# Panguipulli TV
Panguipulli TV fue un canal de televisión abierta chileno que emitía para el pueblo de Panguipulli, en la región de los Ríos. Su programación era de carácter cultural. Sus estudios estaban ubicados en la calle Camino a La Montaña s/n en Panguipulli.